# 赖瑙
赖瑙是德国巴登-符腾堡州的一个市镇。总面积25.44平方公里，总人口3253人，其中男性1664人，女性1589人（2011年12月31日），人口密度128人/平方公里。